# Tir amb arc als Jocs Olímpics d'estiu de 1904 - Ronda Columbia femenina
La ronda Columbia femenina fou una de les proves de tir amb arc dels Jocs Olímpics de Saint Louis (Missouri) de 1904. La ronda Columbia consisteix en 12 fletxes a disparar a cadascuna de les distàncies de 50, 40 i 30 iardes. El nombre total de fletxes per la ronda doble era de 72. La prova es disputà el dilluns 19 de setembre de 1904 i hi van prendre part 6 arqueres, totes estatunidenques.

## Medallistes
| Or                   | Plata            | Bronze               |
| Matilda Howell (USA) | Emma Cooke (USA) | Jessie Pollock (USA) |

## Resultats
| Pos.   | Arquer               | Punts | Puntuació |
| ------ | -------------------- | ----- | --------- |
| Or     | Matilda Howell (USA) | 9.5   | 867       |
| Argent | Emma Cooke (USA)     | 0.5   | 630       |
| Bronze | Jessie Pollock (USA) | 0     | 630       |
| 4      | Laura Woodruff (USA) | 0     | 547       |
| 5      | Mabel Taylor (USA)   | 0     | 243       |
| 6      | Louise Taylor (USA)  | 0     | 229       |